# Mileczki
Mileczki – zbiornik wodny (sztuczny) w woj. wielkopolskim, w powiecie czarnkowsko-trzcianeckim, w gminie Wieleń, leżące na terenie Kotliny Gorzowskiej.

## Dane morfometryczne
Powierzchnia zwierciadła wody według różnych źródeł wynosi od 4,2 ha do 7,10 ha (lustra wody) lub 8,09 ha (ogólna). Zwierciadło wody położone jest na wysokości 53,7 m n.p.m.

## Hydronimia
Według urzędowego spisu opracowanego przez Komisję Nazw Miejscowości i Obiektów Fizjograficznych (KNMiOF) zbiornik ten klasyfikowany jest jako zbiornik wodny (sztuczny) o nazwie Mileczki. W różnych publikacjach zbiornik ten nazwany jest jeziorem. W niektórych publikacjach zbiornik ten występuje pod nazwą Miłeczki.